# Françoise Jay
Pour les articles homonymes, voir Jay.
Œuvres principales
- Les Enfants-rats (2009)

Françoise Jay (publiée parfois sous le nom de Françoise Jay d'Albon) est une écrivaine française de littérature jeunesse née en 1959. Elle est également scénariste et metteuse en scène.  

## Biographie
Née en 1959, Françoise Jay a suivi des études de psychologie et a fait de la psychanalyse. Mère de trois enfants, elle se consacre désormais à l'écriture. Elle écrit également des films qu'elle réalise.

## Ouvrages
- Comme un frère, Bayard 2016
- Wakanda et les rêves volés, illustrations Frédérick Mansot, Gallimard 2014
- Les Trois Frères, illustrations Sébastien Mourrain, Belin jeunesse 2014
- Tamanna, Princesse d'arabesque, illustrations Frédérick Mansot, Gallimard 2011
- Monsieur Howard (BD) avec Philippe-Henri Turin et Julie Ricossé, Sarbacane, 2011
- Les Enfants-rats, Plon Jeunesse, 2009
- Rosadèle et le Jardinier, Gulf Stream, 2008
- Lune noire et Marée basse, Magnard jeunesse, 2007
- Le Fil d’or de Fatinou, illustrations Frédérick Mansot, Gautier-Languereau, 2007
- La Troisième Fille de Néfertiti, Magnard jeunesse,  2007
- Le Pinceau magique, illustrations Jie Zhong, Magnard jeunesse, 2007
- Léo et Clara veulent marier grand-papa, illustrations Frédérick Mansot, Quiquandquoi, 2007
- Eugénie a du génie, illustrations Frédérick Mansot, Quiquandquoi,  2006
- Huis clos mortel, Grasset jeunesse, 2005
- Le Choix de Théo, Casterman,  2004
- Graine de géant, Belin jeunesse,  2004
- Le Secret d’Akhénaton, Magnard jeunesse, 2003
- Apprentie Détective[2], Milan,  2002
- Sacré Scarabée sacré !, Magnard jeunesse,  2001

## Prix et distinctions
- Prix Gayant Lecture 2009[3] pour Le pinceau magique, avec Jie Zhong
- Prix Farniente 2011[4] pour Les Enfants-rats
- Prix Polar jeunesse[réf. nécessaire] 2010 pour Les Enfants-rats